# 24h Le Mans 1969

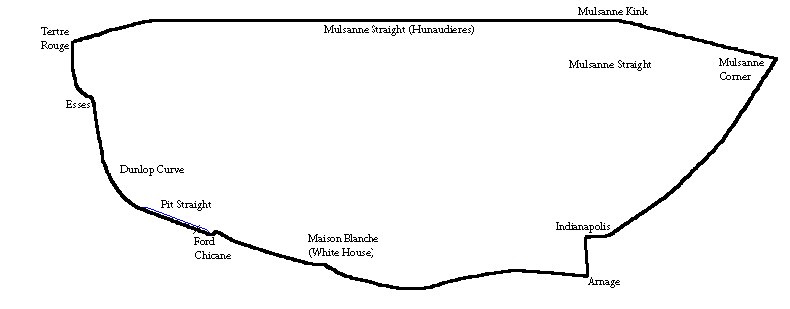
Tor Circuit de la Sarthe

24h Le Mans 1969 – 24–godzinny wyścig rozegrany na torze Circuit de la Sarthe w dniach 14–15 czerwca 1969 roku.

## Wyniki
Źródło: experiencelemans.com
| Poz. | Klasa  | Nr | Zespół                            | Kierowcy                           | Nadwozie              | Silnik                   | Okr. |
| ---- | ------ | -- | --------------------------------- | ---------------------------------- | --------------------- | ------------------------ | ---- |
| 1    | S 5.0  | 6  | John Wyer Automotive Engineering  | Jacky Ickx Jackie Oliver           | Ford GT40 Mk.I        | Ford 4.9 L V8            | 372  |
| 2    | P 3.0  | 64 | Porsche System Engineering        | Hans Herrmann Gérard Larrousse     | Porsche 908 Coupé     | Porsche 3.0 L Flat-8     | 372  |
| 3    | S 5.0  | 7  | John Wyer Automotive Engineering  | David Hobbs Mike Hailwood          | Ford GT40 Mk.I        | Ford 4.9 L V8            | 368  |
| 4    | P 3.0  | 33 | Equipe Matra – Elf                | Jean-Pierre Beltoise Piers Courage | Matra-Simca MS650     | Matra 3.0 L V12          | 368  |
| 5    | P 3.0  | 32 | Equipe Matra – Elf                | Jean Guichet Nino Vaccarella       | Matra-Simca MS630     | Matra 3.0 L V12          | 359  |
| 6    | S 5.0  | 68 | Deutsche Auto Zeitung             | Helmut Kelleners Reinhold Joest    | Ford GT40 Mk.I        | Ford 4.7 L V8            | 341  |
| 7    | P 3.0  | 35 | Equipe Matra – Elf                | Nanni Galli Robin Widdows          | Matra-Simca MS630/650 | Matra 3.0 L V12          | 330  |
| 8    | S 5.0  | 17 | North American Racing Team (NART) | Teodoro Zeccoli Sam Posey          | Ferrari 250LM         | Ferrari 3.3 L V12        | 329  |
| 9    | S 2.0  | 39 | Christian Poirot                  | Christian Poirot Pierre Maublanc   | Porsche 910           | Porsche 2.0 L Flat-6     | 312  |
| 10   | GT 2.0 | 41 | Jean-Pierre Gaban                 | Jean-Pierre Gaban Yves Deprez      | Porsche 911S          | Porsche 2.0 L Flat-6     | 306  |
| 11   | GT 2.0 | 40 | Auguste Veuillet                  | Claude Ballot-Léna Guy Chasseuil   | Porsche 911T          | Porsche 2.0 L Flat-6     | 301  |
| 12   | P 1.15 | 50 | Société des Automobiles Alpine    | Alain Serpaggi Christian Ethuin    | Alpine A210           | Renault-Gordini 1.0 L I4 | 292  |
| 13   | GT 2.0 | 44 | Claude Laurent                    | Claude Laurent Jacques Marché      | Porsche 911T          | Porsche 2.0 L Flat-6     | 287  |
| 14   | GT 2.0 | 67 | Philippe Farjon                   | Philippe Farjon Jacques Dechaumel  | Porsche 911S          | Porsche 2.0 L Flat-6     | 286  |

### Nie ukończyli
| Poz. | Klasa   | Nr | Zespół                         | Kierowcy                                | Nadwozie              | Silnik                   | Okr. |
| ---- | ------- | -- | ------------------------------ | --------------------------------------- | --------------------- | ------------------------ | ---- |
| 15   | S 5.0   | 12 | Porsche System Engineering     | Vic Elford Richard Attwood              | Porsche 917L          | Porsche 4.5 L Flat-12    | 327  |
| 16   | P 3.0   | 22 | Porsche System Engineering     | Rüdi Lins Willi Kauhsen                 | Porsche 908L          | Porsche 3.0 L Flat-8     | 317  |
| 17   | P 1.6   | 45 | Société des Automobiles Alpine | Jean-Claude Killy Bob Wollek            | Alpine A210           | Renault-Gordini 1.5 L I4 | 242  |
| 18   | GT 2.0  | 66 | Jean Egreteaud                 | Jean Edreteaud Raymond Lopez            | Porsche 911T          | Porsche 2.0 L Flat-6     | 241  |
| 19   | P 3.0   | 18 | SpA Ferrari SEFAC              | Pedro Rodríguez David Piper             | Ferrari 312P Coupe    | Ferrari 3. 0L V12        | 223  |
| 20   | P 3.0   | 29 | Société des Automobiles Alpine | Patrick Depailler Jean-Pierre Jabouille | Alpine A220/69        | Renault-Gordini 3.0 L V8 | 209  |
| 21   | P 3.0   | 23 | Porsche System Engineering     | Udo Schütz Gerhard Mitter               | Porsche 908L          | Porsche 3.0 L Flat-8     | 199  |
| 22   | GT +2.0 | 1  | Scuderia Filipinetti           | Henri Gréder Reine Wisell               | Chevrolet Corvette    | Chevrolet 7.0 L V8       | 196  |
| 23   | GT 2.0  | 63 | Marcel Martin                  | René Mazzia Pierre Mauroy               | Porsche 911T          | Porsche 2.0 L Flat-6     | 174  |
| 24   | P 3.0   | 31 | Société des Automobiles Alpine | Jean-Pierre Nicolas Jean-Luc Thérier    | Alpine A220/68        | Renault-Gordini 3.0 L V8 | 160  |
| 25   | P 3.0   | 34 | Ecurie Matra – Elf             | Johnny Servoz-Gavin Herbert Müller      | Matra-Simca MS630/650 | Matra 3.0 L V12          | 158  |
| 26   | S 5.0   | 14 | Porsche System Engineering     | Rolf Stommelen Kurt Ahrens Jr.          | Porsche 917L          | Porsche 4.5 L Flat-12    | 148  |
| 27   | S 5.0   | 2  | Scuderia Filipinetti           | Jo Bonnier Masten Gregory               | Lola T70 Mk.IIIB      | Chevrolet 5.0 L V8       | 134  |
| 28   | P 3.0   | 28 | Société des Automobiles Alpine | Jean Vinatier André de Cortanze         | Alpine A220/69        | Renault-Gordini 3.0 L V8 | 133  |
| 29   | S 5.0   | 8  | Peter Sadler                   | Peter Sadler Paul Vestey                | Ford GT40 Mk.I        | Ford 4.7 L V8            | 106  |
| 30   | S 2.0   | 43 | J.C.B. Excavators Ltd.         | Roger Enever Peter Brown                | Chevron B8            | BMW 2.0 L I4             | 100  |
| 31   | P 1.3   | 49 | Trophée Le Mans Alpine         | Jacques Foucteau Patrice Compain        | Alpine A210           | Renault-Gordini 1.3 L I4 | 97   |
| 32   | P 2.0   | 38 | Racing Team VDS                | Gustave Gosselin Claude Bourgoignie     | Alfa Romeo T33/2      | Alfa Romeo 2.0 L V8      | 76   |
| 33   | P 3.0   | 20 | Hart Ski Racing                | Jo Siffert Brian Redman                 | Porsche 908/2L        | Porsche 3.0 L Flat-8     | 60   |
| 34   | P 3.0   | 30 | Société des Automobiles Alpine | Jean-Claude Andruet Henri Grandsire     | Alpine A220/69        | Renault-Gordini 3.0 L V8 | 48   |
| 35   | S 5.0   | 9  | Alan Mann Racing Ltd.          | Frank Gardner Malcolm Guthrie           | Ford GT40 Mk.I        | Ford 4.9 L V8            | 42   |
| 36   | GT +2.0 | 59 | Scuderia Filipinetti           | Claude Haldi Jacques Rey                | Ferrari 275 GTB/C     | Ferrari 3.3 L V12        | 39   |
| 37   | P 3.0   | 36 | Racing Team VDS                | Teddy Pilette Rob Slotemaker            | Alfa Romeo T33/2.5    | Alfa Romeo 2.5 L V8      | 35   |
| 38   | GT 2.0  | 42 | Wicky Racing Team              | André Wicky Edgar Berney                | Porsche 911T          | Porsche 2.0 L Flat-6     | 34   |
| 39   | P 2.0   | 62 | Mark Konig                     | Mark Konig Tony Lanfranchi              | Nomad Mk.II           | BRM 2.0 L V8             | 28   |
| 40   | P 2.0   | 37 | Donald Healey Motor Company    | Clive Baker Jeff Harris                 | Healey SR             | Coventry Climax 2.0 L V8 | 14   |
| 41   | P 2.0   | 60 | Robert Buchet                  | Jean de Mortemart Jean Mésange          | Porsche 910           | Porsche 2.0 L Flat-6     | 10   |
| 42   | P 1.15  | 51 | Ecurie Fiat-Abarth France      | Maurizio Zanetti Ugo Locatelli          | Fiat-Abarth 1000SP    | Fiat 1.0 L I4            | 9    |
| 43   | P 1.6   | 46 | Ecurie Savin-Calberson         | Alain LeGuellec Bernard Tramont         | Alpine A210           | Renault-Gordini 1.5 L I4 | 1    |
| 44   | S 5.0   | 10 | John Woolfe Racing             | John Woolfe Herbert Linge               | Porsche 917           | Porsche 4.5 L Flat-12    | 0    |
| 45   | P 3.0   | 19 | SpA Ferrari SEFAC              | Chris Amon Peter Schetty                | Ferrari 312P Coupe    | Ferrari 3.0 L V12        | 0    |